# Jonas Peter Zakrisson
Jonas Peter Zakrisson, född 7 augusti 1845 i Vetlanda socken, död där 31 mars 1931, var en svensk direktör och riksdagspolitiker.
Zakrisson var verkställande direktör vid Sydsvenska kreditaktiebolagets kontor i Vetlanda. Han var även politiker och tillhörde riksdagen där han var ledamot av andra kammaren i slutet av 1800-talet, invald i Östra härads domsagas valkrets (Jönköpings län).